# Giuseppe Podestà
Giuseppe Podestà (Parma, 15 novembre 1886 – Parma, 15 agosto 1964) è stato un direttore d'orchestra italiano.

## Biografia
Terminata l'istruzione primaria si iscrisse al Conservatorio di Parma dove studiò pianoforte con Alfredo Ravazzoni e armonia e composizione con Ildebrando Pizzetti benché questi non avesse la cattedra di quelle materie ma le insegnasse come sostituto.
Nel 1907 aveva appena finito gli studi quando il celebre Cleofonte Campanini, che era in procinto di partire per una tournée all'estero, gli propose di andare con lui come suo sostituto e concertatore. Il Campanini infatti era stato chiamato a New York da Oscar Hammerstein I che in quella città stava allestendo un suo teatro  per fare concorrenza al Metropolitan Opera House. Partirono quindi insieme per il Nord America dove riscossero notevole successo.
Giuseppe Podestà tornò in Italia, nel 1908, e poco dopo il suo rientro accadde che al Teatro di Gualtieri, dove si rappresentava il "Don Pasquale" di Donizetti, si ammalasse il direttore d'orchestra; gli orchestrali suggerirono il suo nome all'impresario che lo fece subito chiamare. Podestà fu talmente applaudito che a seguito di questo successo, decise di dedicarsi interamente alla direzione d'orchestra. In questa veste debuttò nel novembre 1909 al Teatro Reinach di Parma con "Tosca" e "Rigoletto". Nel 1910 diresse "Aida" a Trieste. Poi, per le tre successive stagioni fu ancora al Teatro Reinach di Parma, città in cui fu spesso anche al Teatro Regio, sempre riscuotendo consensi e applausi. In seguito fu a Treviso, al Teatro Sociale per "Aida". Nella stagione 1912/1913, al Teatro Adriano di Roma si presentò con "Aida", "Norma" e "La Gioconda". Nel 1938, durante la stagione estiva, diresse "Tosca" al Castello Sforzesco di Milano. Nell'aprile 1939 fu al Teatro Grande di Brescia a dirigere "Tosca" e nell'agosto 1940, al Teatro della Fortuna di Fano  "Madama Butterfly". Al Teatro Bellini di Catania fu nel marzo 1941 per rappresentare "Norma".
Il 21 aprile 1942, al Teatro Verdi di Padova, concertò e diresse, in prima esecuzione, l'opera lirica "Jamanto", di Barbara Giuranna, con Giacinto Prandelli e Carla Castellani nei personaggi principali.
Fu attivo anche all'estero: in Spagna, a Valencia al teatro En los Viveros nel luglio 1933 con "Il barbiere di Siviglia" e "Rigoletto"; a Madrid nell'aprile 1935 al Teatro de la Zarzuela con "Rigoletto" e poi in Portogallo, Svizzera e America del sud.
Dopo essersi pensionato fu ospite della Casa di riposo per musicisti Giuseppe Verdi di Milano. Volle però morire a Parma, dove trascorse i suoi ultimi mesi.

### Annotazioni
1. ↑   Hammerstein era un immigrato ebreo di origine tedesca che aveva fatto fortuna in America e amava investire il suo denaro nell'opera.
2. ↑  Si trattava del Manhattan Opera House che fu inaugurato nel dicembre 1906 per la sua prima stagione 1906/1907.

### Fonti
1. 1 2 3 4 5   Gaspare Nello Vetro, Giuseppe Podestà, su La Casa della Musica-Dizionario della Musica del Granducato di Parma e Piacenza, Parma, 2011. URL consultato il 4 marzo 2024.
2. ↑   Gaspare Nello Vetro, Ildebrando Pizzetti, su La Casa della Musica-Dizionario della Musica del Granducato di Parma e Piacenza, Parma, 2011. URL consultato il 4 marzo 2024.
3. ↑   Daniel Snowman, Il Palco d'Oro, Roma, Editrice elliot, 2010,  p. 265, ISBN 978-88-6192-156-6.
4. ↑   Gaspare Nello Vetro, Cleofonte Campanini, su La Casa della Musica-Dizionario della Musica del Granducato di Parma e Piacenza, Parma, 2011. URL consultato il 4 marzo 2024.
5. ↑   Giacinto Prandelli, cronologia della carriera, su wordpress.com. URL consultato il 7.3.2024.